# Osterwohle
Osterwohle is een plaats en voormalige gemeente in de Duitse deelstaat Saksen-Anhalt, en maakt deel uit van de Landkreis Altmarkkreis Salzwedel.
Osterwohle vormt, samen met Bombeck, Groß Gerstedt, Klein Gerstedt en Wistedt,  een Ortschaft van de gemeente Salzwedel. Osterwohle ligt ongeveer 10 kilometer, Bombeck op 9 kilometer ten westen van de stad Salzwedel.
Osterwohle zelf telde, per 31 december 2023, 97 inwoners; in Bombeck, Groß Gerstedt, Klein Gerstedt en Wistedt woonden toen respectievelijk 82, 91, 56 en 106 mensen. Totaal van de gehele Ortschaft: 432 personen.

## Kerkgebouwen
In de Ortschaft staan enkele middeleeuwse, evangelisch-lutherse dorpskerken. Een vrouwe uit het geslacht Von der Schulenburg, die in een kasteel in de directe omgeving woonde, liet het kerkgebouw te Osterwohle vanbinnen naar haar eigen smaak in de stijl van het maniërisme renoveren (1609-1621). 

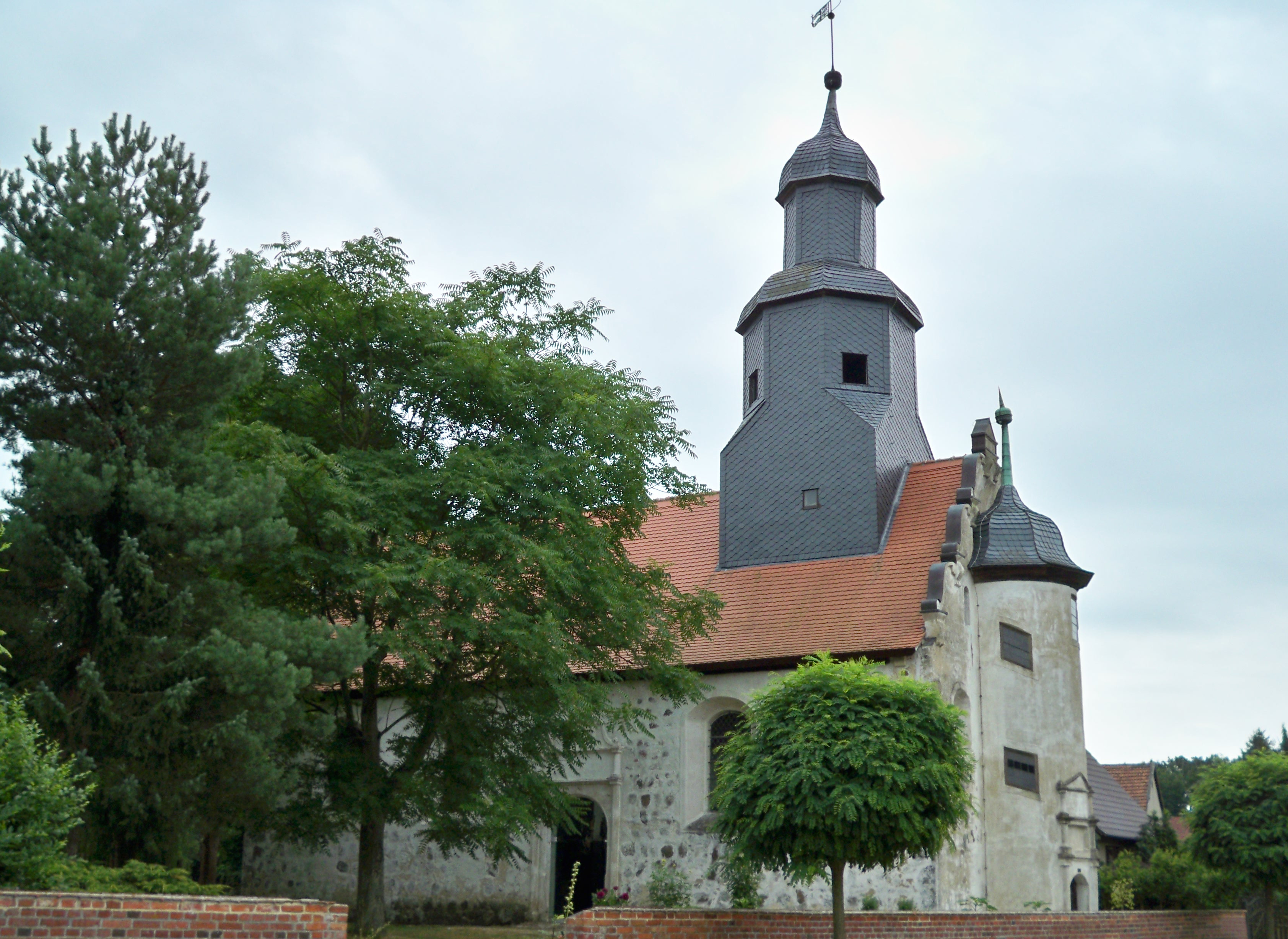
13e-eeuwse dorpskerk te Osterwohle
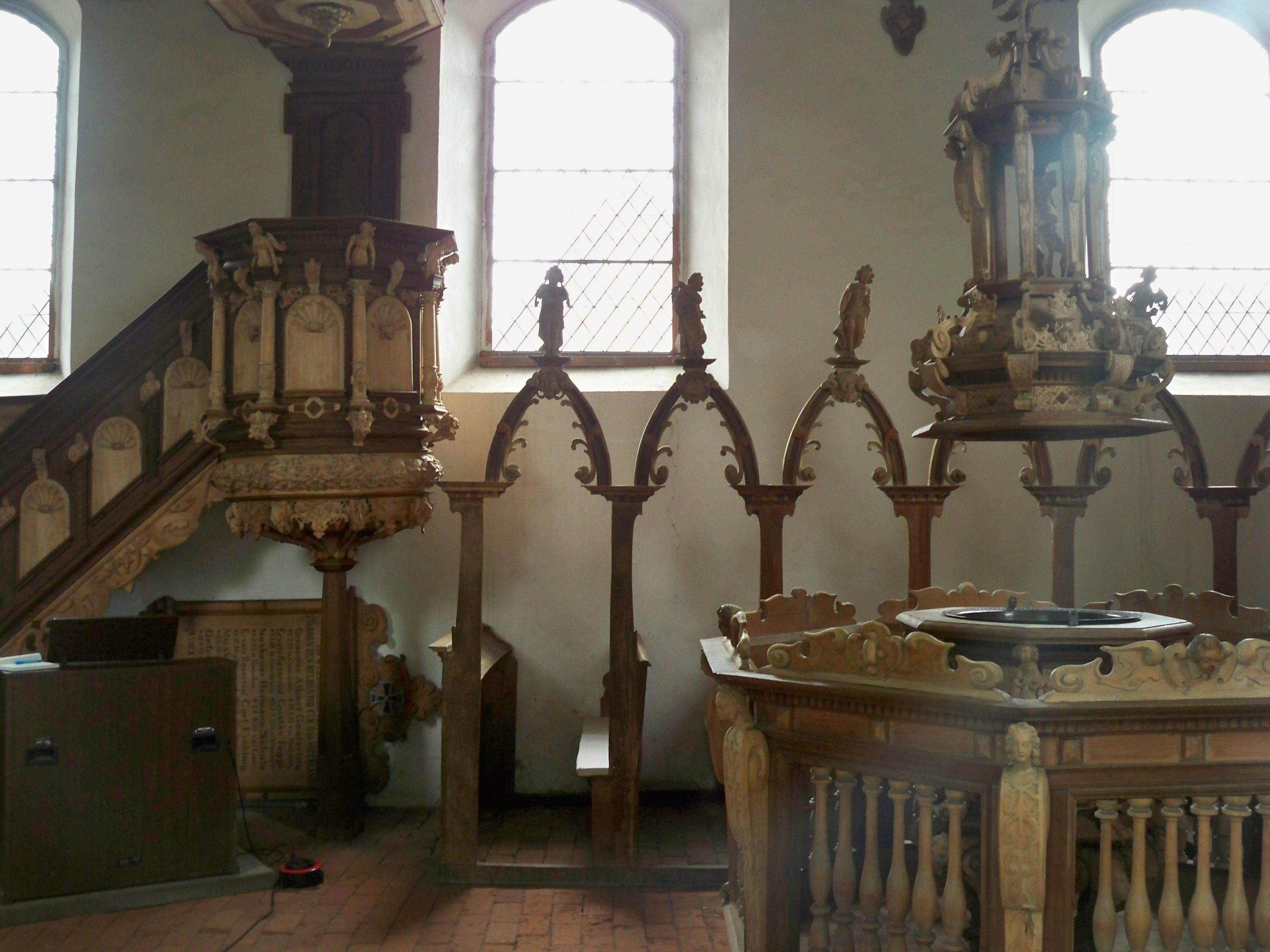
Interieur van dit kerkgebouw
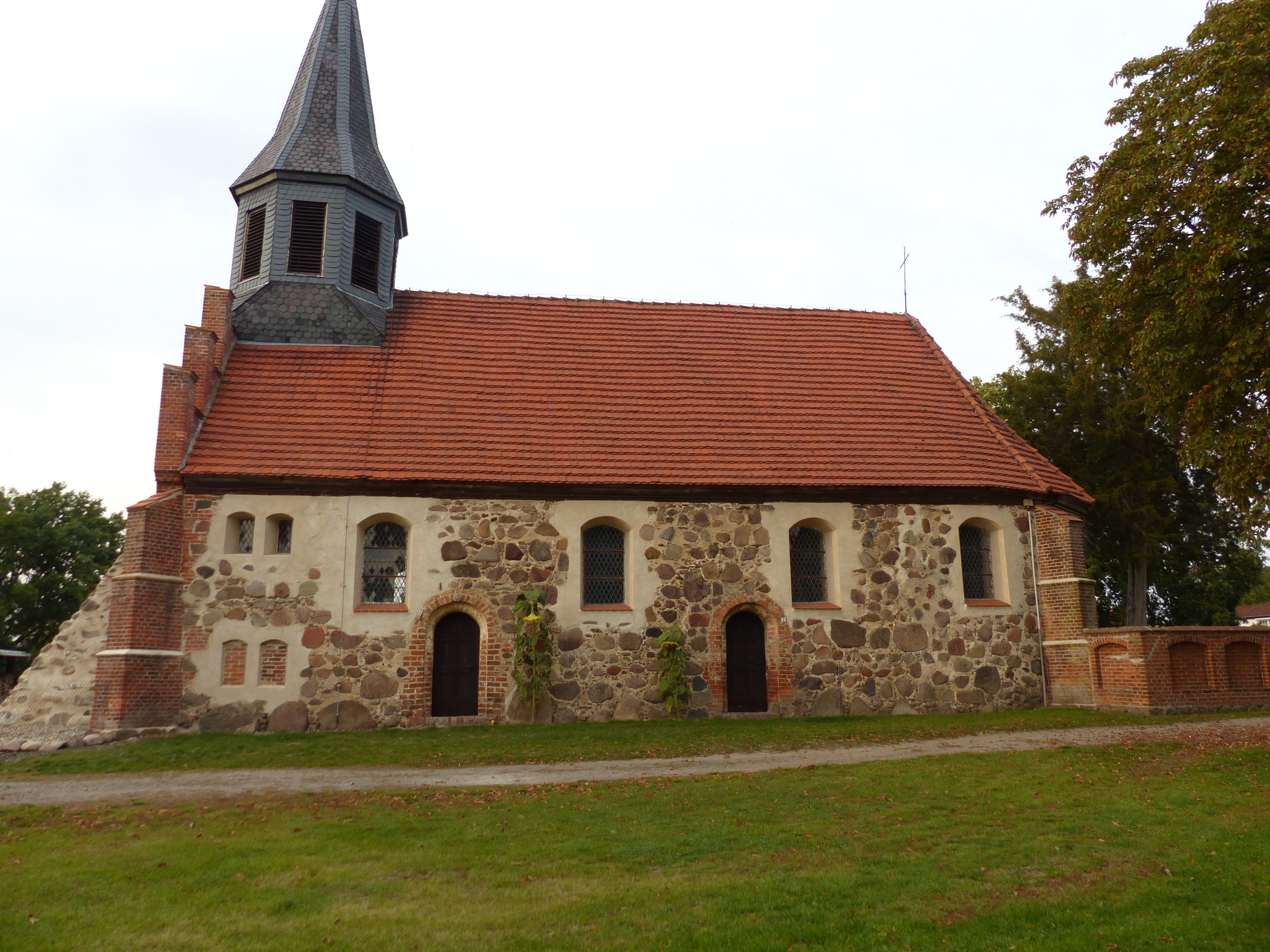
14e-eeuwse dorpskerk te Bombeck
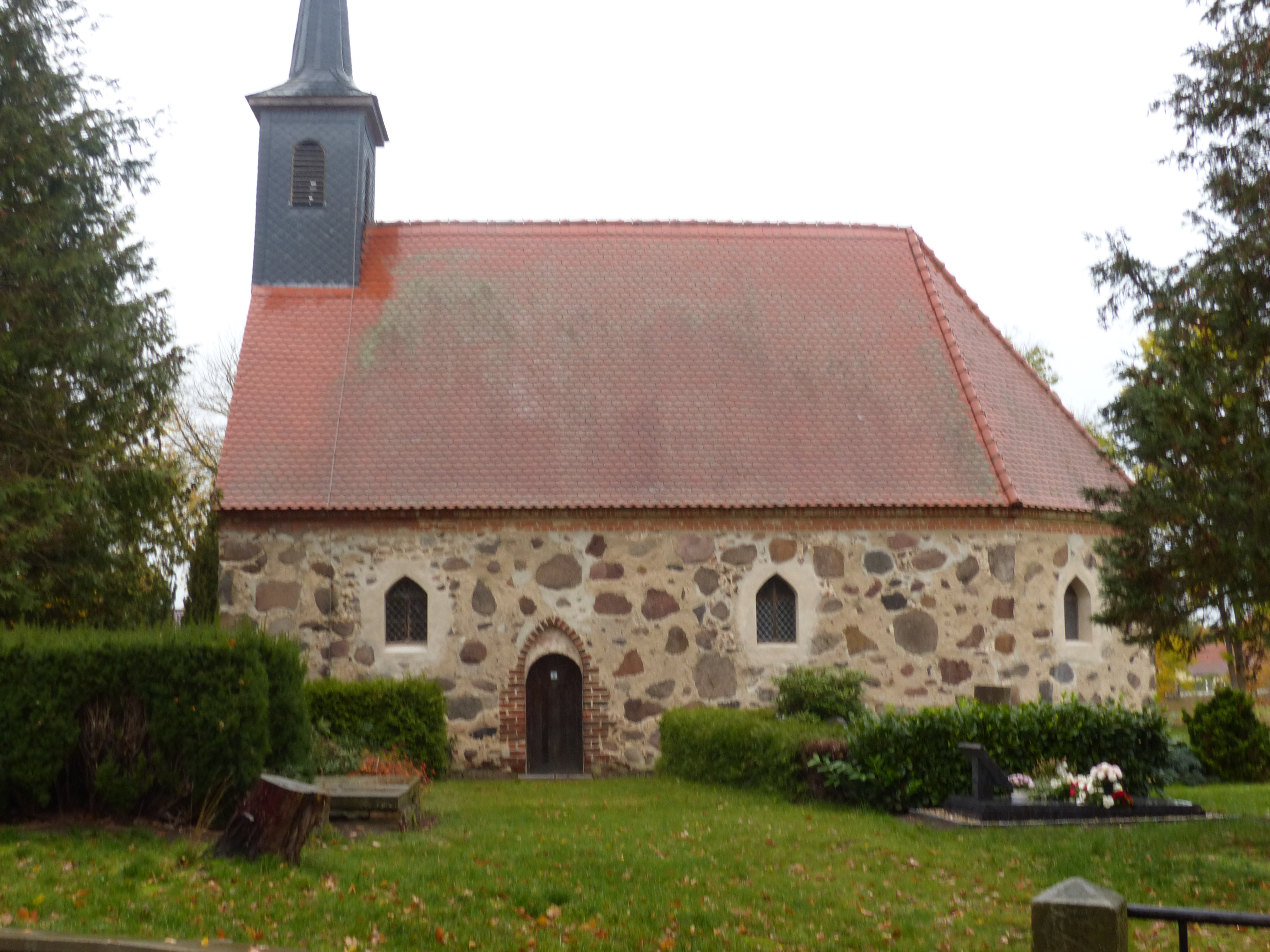
15e-eeuwse dorpskerk te Groß Gerstedt
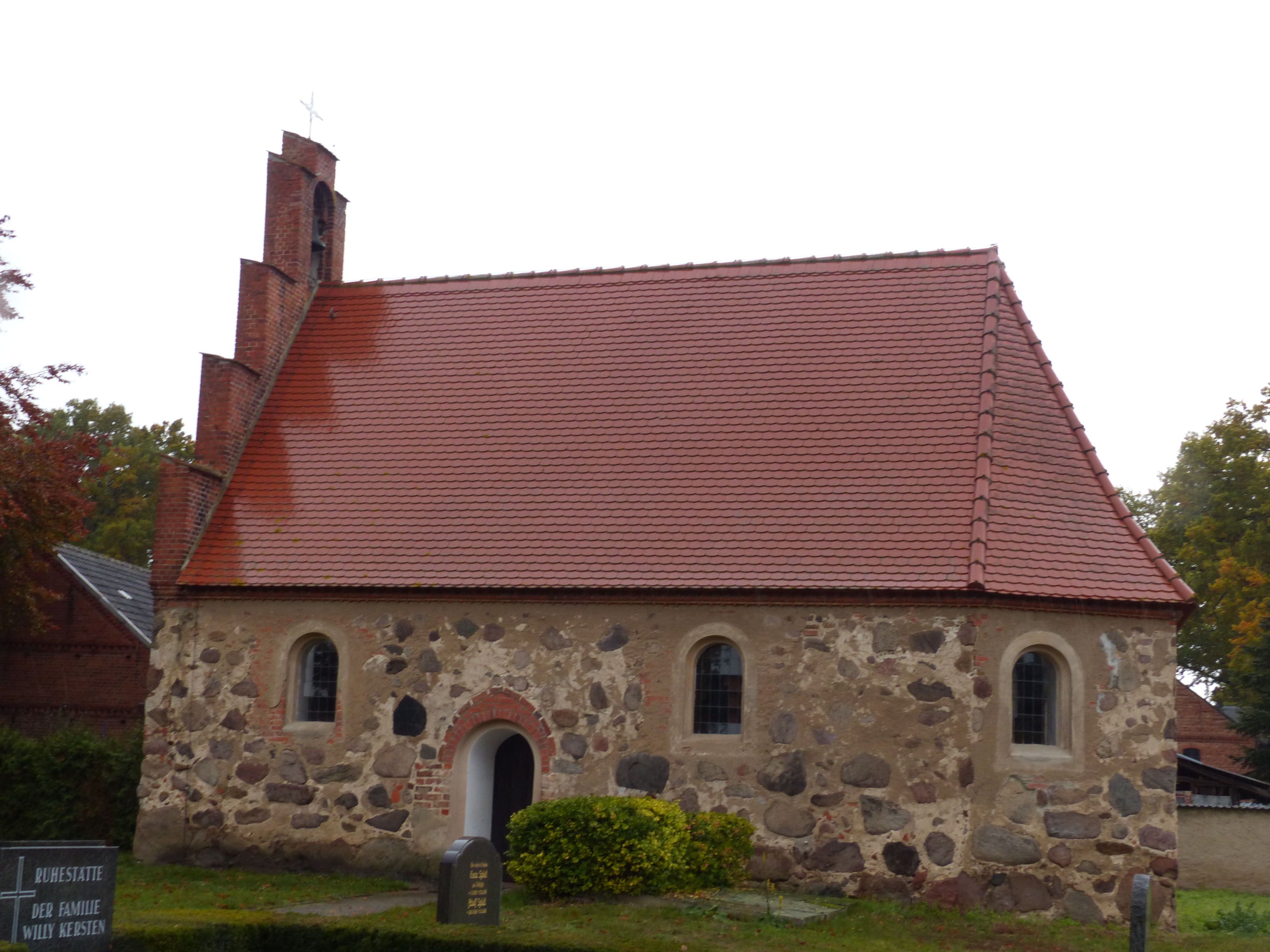
Dorpskerk te Klein Gerstedt (ouderdom niet meer bekend)
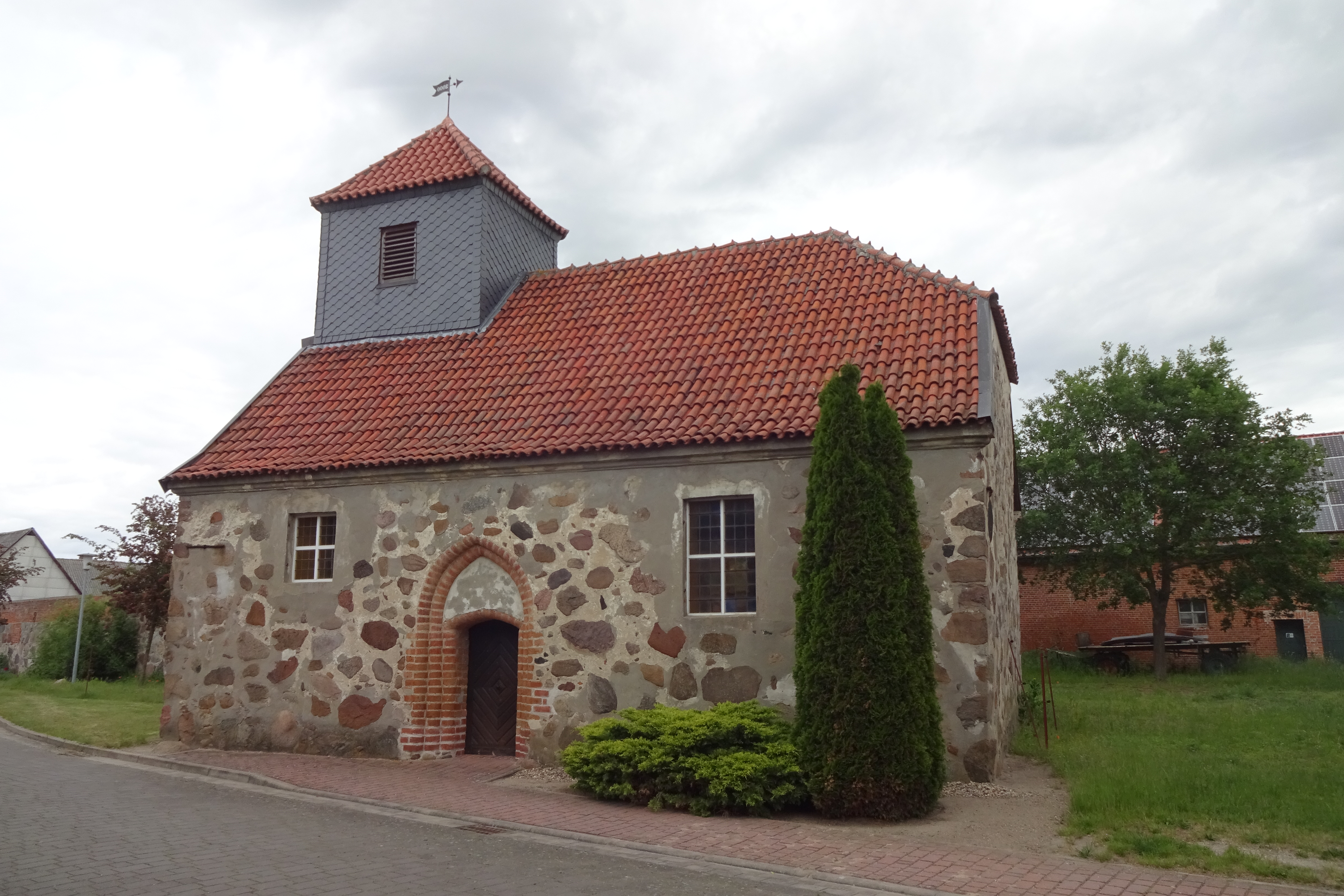
15e-eeuws kerkje te Wistedt